# Квакс, Дик
Теодорус Якобус Леонардус «Дик» Квакс (нидерл. Theodorus Jacobus Leonardus "Dick" Quax; 1 января 1948, Алкмар, Северная Голландия — 28 мая 2018, Окленд) — новозеландский легкоатлет голландского происхождения, специалист по бегу на длинные дистанции и марафону. Выступал на крупных международных соревнованиях на всём протяжении 1970-х годов, серебряный призёр летних Олимпийских игр в Монреале, обладатель серебряной медали Игр Содружества, многократный победитель и призёр забегов национального значения. Также известен как спортивный функционер и политик.

## Биография
Дик Квакс родился 1 января 1948 года в городе Алкмар, Нидерланды. В возрасте шести лет в 1954 году вместе с семьёй переехал на постоянное жительство в Новую Зеландию, детство провёл в регионе Уаикато, где играл в регби и обнаружил в себе талант бегуна на длинные дистанции.
Под впечатлением от таких бегунов, как Питер Снелл и Мюррей Халберг, отправился в Окленд и познакомился с методиками выдающегося новозеландского тренера Артура Лидьярда. Пробегая каждую неделю по 100 миль, в 1968 году обратился за помощью к одному из учеников Лидьярда Джону Дэвису, бронзовому призёру Олимпийских игр 1964 года, и затем оставался его подопечным на протяжении всей своей спортивной карьеры. В 1969 году натурализовался, получив новозеландское гражданство.
Первого серьёзного успеха на взрослом международном уровне добился в сезоне 1970 года, когда вошёл в основной состав новозеландской национальной сборной и побывал на Играх Содружества в Эдинбурге, откуда привёз серебряную медаль, выигранную на дистанции 1500 метров — на финише уступил только титулованному кенийцу Кипчоге Кейно.
Благодаря череде удачных выступлений в 1972 году Квакс удостоился права защищать честь страны на летних Олимпийских играх в Мюнхене, однако выступил здесь не очень удачно, на дистанции 5000 метров даже не смог отобраться в финал. Также в этом сезоне попробовал себя в беге по пересечённой местности, в частности становился чемпионом Новой Зеландии.
Долгое время из-за хронических травм Дик Квакс не мог полноценно выступать на соревнованиях и лишь в 1975 году после проведённой операции наконец вернулся в большой спорт. В этом сезоне, помимо прочего, помог новозеландской сборной завоевать золото на кроссовом чемпионате мира в Рабате.
В 1976 году отправился выступать на Олимпийских играх в Монреале — на сей раз на дистанции 5000 метров благополучно вышел в финал и занял в решающем забеге второе место после финна Лассе Вирена. Стартовал и на дистанции 10 000 метров, но здесь до финала не добрался.
После монреальской Олимпиады Квакс ещё в течение некоторого времени оставался в составе легкоатлетической команды Новой Зеландии и продолжал принимать участие в крупнейших международных стартах. Так, в 1977 году на соревнованиях в Стокгольме он пробежал 5000 метров за 13.12,9 — установил с этим временем мировой рекорд, который продержался около года, при этом национальным рекордом Новой Зеландии этот результат оставался более 31 года.
В 1978 году Квакс бежал 5000 и 10000 метров на Играх Содружества в Эдмонтоне, однако попасть здесь в число призёров не смог.
В 1979 году пробежал свой первой марафон, на соревнованиях в США занял четвёртое место и показал время 2:11.13 — на тот момент это был лучший результат для дебютанта в данной дисциплине.
В начале 1980 года на «Стэнфорд Стэдиум» установил рекорд Новой Зеландии в беге на 15 км (43.01,7) — ему не хватило пяти секунд до мирового рекорда, принадлежавшего голландцу Йосу Херменсу. Обновил свой личный рекорд в марафоне, показав время 2:10.47. Рассматривался как основной кандидат на участие в Олимпийских играх в Москве, тем не менее Новая Зеландия вместе с несколькими другими западными странами бойкотировала эти соревнования по политическим причинам.
Завершив спортивную карьеру, занимался тренерской и административной деятельностью. Позже проявил себя как политик, стал членом партии ACT, в период 2001—2007 годов избирался в окружной совет Манукау, участвовал в выборах мера Окленда, с 2011 года являлся членом городского совета.
Был трижды женат, имел троих детей.
Скончался 28 мая 2018 года.